# Caieira (futebolista)

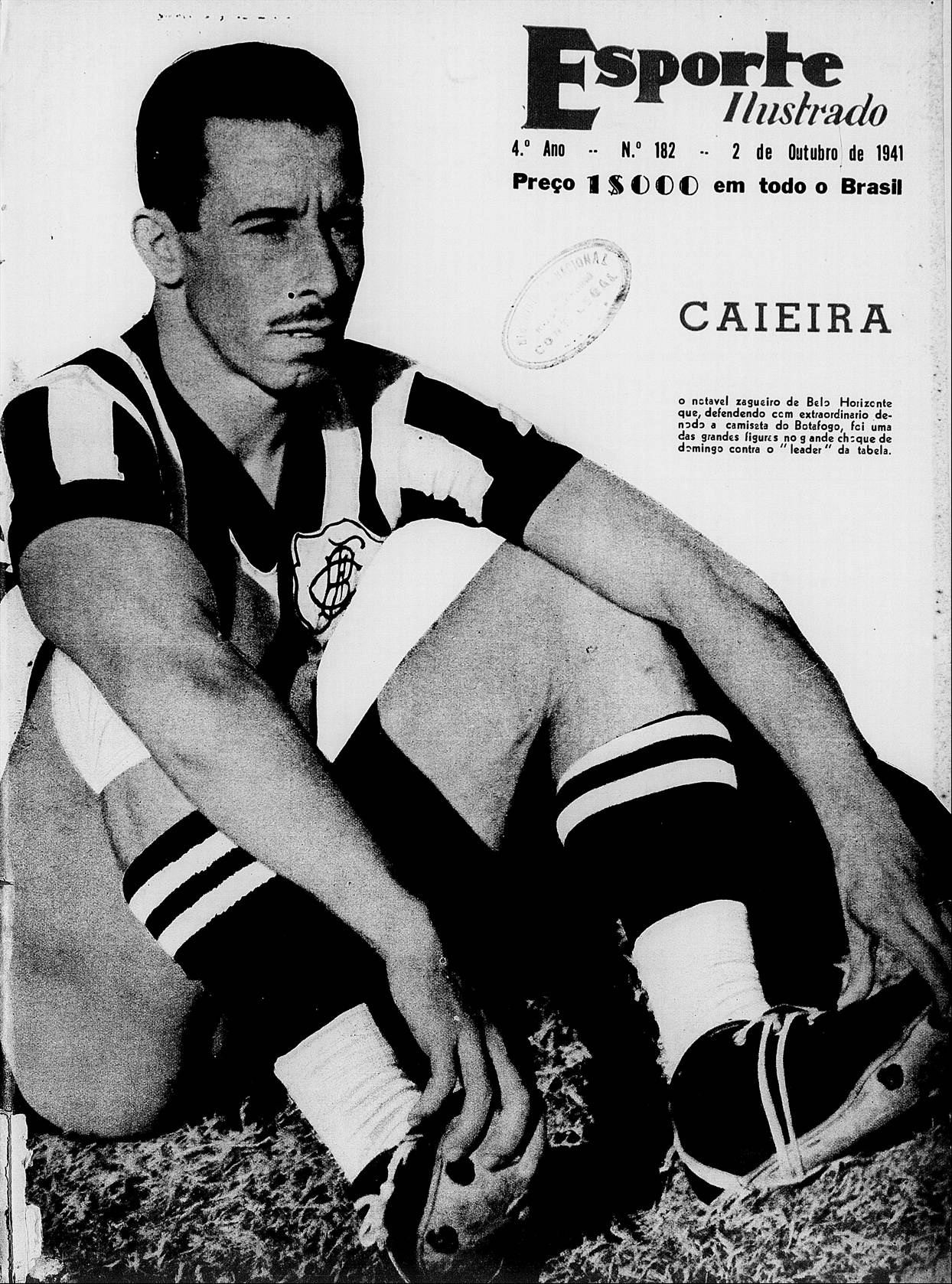
Caieira na capa da revista Esporte Ilustrado, quando atuava pelo Botafogo, 1941.

José João Perozzi Bomfim, mais conhecido como Caieira (Ouro Preto, 28 de maio de 1915 - São Paulo, 24 de novembro de 1970), foi um futebolista brasileiro que atuava como zagueiro.[carece de fontes?]
É considerado um dos maiores nomes da história do Palestra Itália/Cruzeiro, clube que defendeu entre 1933 e 1940.
Jogou ainda por Botafogo-RJ, Alves Nogueira-MG e Palmeiras, este último entre 1943 e 1948. De acordo com o livro "o Almanaque do Palmeiras", de Celso Unzelte e Mário Sérgio Venditti, ele atuou em 178 partidas pelo Verdão (100 vitórias, 39 empates, 39 derrotas) e marcou um gol.

## Títulos
Palmeiras
- Campeonato Paulista: 1944 e 1947
- Taça dos Campeões Estaduais Rio–São Paulo: 1947

Seleção Brasileira de Veteranos
- Campeonato Sul-Americano de Veteranos: 1953[carece de fontes?]